# Galería Chaves
La Galería Pedro Chaves Barcellos, más conocida como Galería Chaves, es una galería comercial y un edificio histórico de la ciudad de Porto Alegre, Brasil. Se ubica en el centro histórico de la ciudad entre las rúas dos Andradas y José Montaury. Fue mandada a construir por la tradicional familia Chaves Bacellos con proyecto del arquitecto y escultor Fernando Corona en la década de 1930 y fue declarada patrimonio histórico cultural el 17 de abril de 1986.